# Yvonne Dold-Samplonius

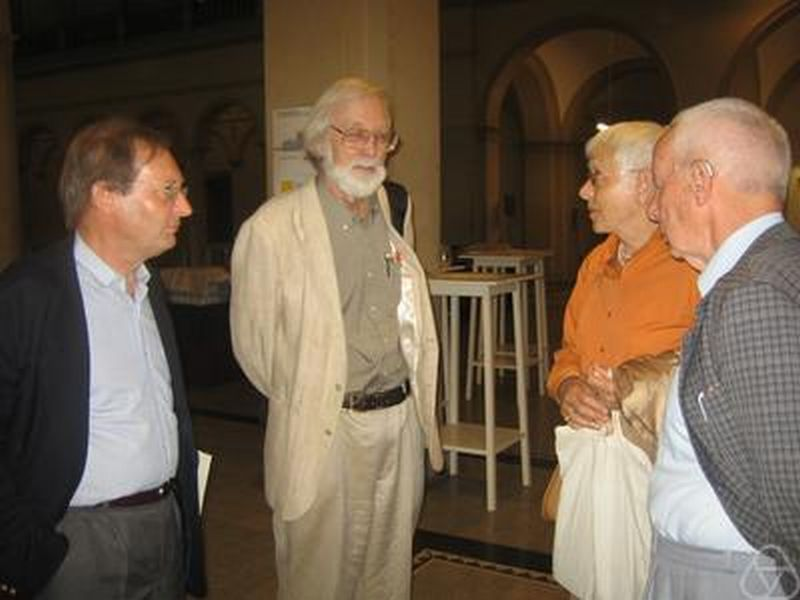
Yvonne Dold-Samplonius (2. von rechts) mit Albrecht Dold (rechts), John Milnor, Günther Frei (links), Zürich 2007

Yvonne Dold-Samplonius (* 20. Mai 1937 in Haarlem, Niederlande; † 16. Juni 2014 in Heidelberg, Deutschland) war eine niederländische Mathematikhistorikerin, die sich vor allem mit islamischer Mathematik des Mittelalters beschäftigte.

## Leben
Dold-Samplonius machte 1966 ihr Diplom in Mathematik an der Universität Amsterdam (Doktoratsexamen), studierte dann 1966/67 an der Harvard University bei John Murdoch und wurde 1977 bei Evert Marie Bruins promoviert (Book of Assumptions by Aquatun). Seit 1995 war sie assoziiertes Mitglied des Interdisziplinären Zentrums für wissenschaftliches Rechnen (IWR) der Ruprecht-Karls-Universität Heidelberg. 1985 war sie Gastprofessorin an der Universität Siena. 2000 organisierte sie mit Joseph Dauben die Konferenz 2000 Years of Transmission of Mathematical Ideas.
Sie beschäftigte sich unter anderem mit mathematischen Methoden islamischer Architekten und Baumeister des Mittelalters, zum Beispiel bei Volumen- und Oberflächenmessungen von Sakralbauten oder in der Gestaltung von Säulenkapitellen (Muqarnas). In den 1960er Jahren befasste sie sich mit dem Geometer Abu Sahl al-Quhi. Sie verfasste Beiträge über islamische Mathematiker im Lexikon des Mittelalters und im Dictionary of Scientific Biography.
Yvonne Dold-Samplonius war seit 1965 mit Albrecht Dold (1928–2011) verheiratet.
2002 wurde sie korrespondierendes Mitglied der International Academy for the History of Sciences. Sie war Ehrenbürgerin von Kaschan im Iran.